# Nowy Wiśnicz (gmina)
Nowy Wiśnicz (do 1954 gmina Wiśnicz Nowy; 1976–1982 gmina Nowy Wiśnicz-Lipnica) – gmina miejsko-wiejska w województwie małopolskim, w powiecie bocheńskim. W latach 1975–1998 gmina położona była w województwie tarnowskim.
Siedziba gminy to Nowy Wiśnicz.
Według danych z 31 grudnia 2013 zamieszczonych w Biuletynie Informacji Publicznej gminę zamieszkiwało 13 448 osób.

## Struktura powierzchni
Według danych z roku 2002 gmina Nowy Wiśnicz ma obszar 82,49 km², w tym:
- użytki rolne: 65%
- użytki leśne: 26%

Gmina stanowi 13,06% powierzchni powiatu.

## Demografia

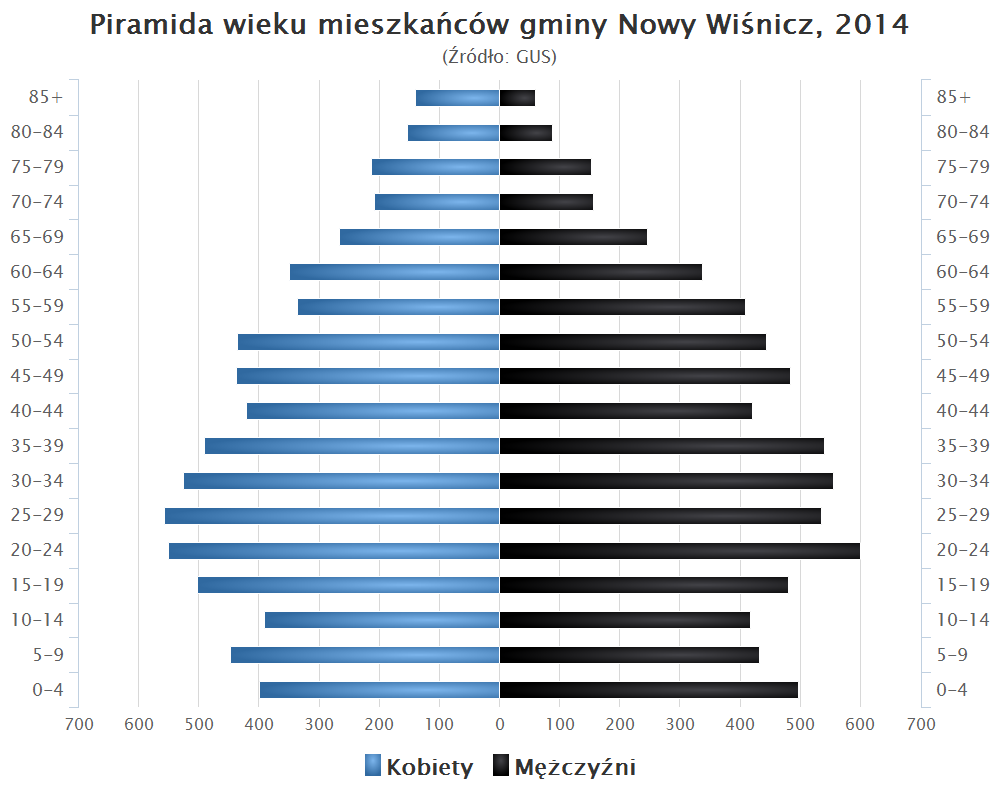
Piramida wieku mieszkańców gminy Nowy Wiśnicz w 2014 roku

Dane z 30 czerwca 2004:
| Opis                              | Ogółem | Ogółem | Kobiety | Kobiety | Mężczyźni | Mężczyźni |
| --------------------------------- | ------ | ------ | ------- | ------- | --------- | --------- |
| jednostka                         | osób   | %      | osób    | %       | osób      | %         |
| populacja                         | 12 821 | 100    | 6478    | 50,5    | 6343      | 49,5      |
| gęstość zaludnienia (mieszk./km²) | 155,4  | 155,4  | 78,5    | 78,5    | 76,9      | 76,9      |

## Sołectwa
Chronów, Kobyle, Kopaliny, Królówka, Leksandrowa, Łomna, Muchówka, Olchawa, Połom Duży, Stary Wiśnicz, Wiśnicz Mały.

## Sąsiednie gminy
Bochnia, Bochnia (miasto), Brzesko, Gnojnik, Lipnica Murowana, Trzciana, Żegocina.

## Administracja
Nowy Wiśnicz jest członkiem stowarzyszenia Unia Miasteczek Polskich